# Parlamentswahl in Finnland 1916
- SDP: 103
- KTL: 1
- RKP: 21
- NSP: 23
- ML: 19
- SP: 33

Die Parlamentswahl in Finnland 1916 (finnisch Eduskuntavaalit 1916; schwedisch Riksdagsvalet 1916) fand am 1. und am 3. Juli 1916 statt. Es war die Wahl zum 7. finnischen Parlament.

## Teilnehmende Parteien
Es traten 6 verschiedene Parteien zur Wahl an:
| Partei | Partei | Ausrichtung                   | Spitzenkandidat  |
| ------ | --- | ----------------------------- | ---------------- |
|        | Sozialdemokratische Partei Finnlands Suomen Sosialidemokraattinen Puolue (SDP) Finlands Socialdemokratiska Parti | sozialdemokratisch            | Matti Paasivuori |
|        | Finnische Partei Suomalainen Puolue (SP) Finska partiet                                                          | konservativ-fennoman          |                  |
|        | Jungfinnische Partei Nuorsuomalainen Puolue (NSP) Ungfinska partiet                                              | national-liberal              |                  |
|        | Schwedische Volkspartei Ruotsalainen Kansanpuolue (RKP) Svenska Folkpartiet (SFP)                                | liberal                       | Axel Lille       |
|        | Landbund Maalaisliitto (ML) Agrarförbundet                                                                       | sozialliberal                 | Kyösti Kallio    |
|        | Christlicher Arbeiterbund Finnlands Suomen Kristillisen Työväen Liitto (KTL) Finlands kristliga arbetarförbund   | christlich-sozialdemokratisch |                  |

## Wahlergebnis
Die Wahlbeteiligung lag bei 55,5 Prozent und damit 4,4 Prozentpunkte über der Wahlbeteiligung bei der letzten Parlamentswahl 1913.
Die Sozialdemokraten gingen als überlegene Sieger aus der Wahl hinaus. Sie erhielten über 60 000 Stimmen mehr als 1913 und erreichten im Parlament die absolute Mehrheit (103 von 200 möglichen Sitzen). Im finnischen Parlament sollte dies keiner Partei mehr gelingen.
| Partei            | Partei                                     | Stimmen   | Stimmen | Stimmen | Sitze  | Sitze |
| Partei            | Partei                                     | Anzahl    | %       | +/−     | Anzahl | +/−   |
| ----------------- | ------------------------------------------ | --------- | ------- | ------- | ------ | ----- |
|                   | Sozialdemokratische Partei Finnlands (SDP) | 376.030   | 47,29   | +4,18   | 103    | +13   |
|                   | Finnische Partei (SP)                      | 139.111   | 17,49   | −2,39   | 33     | −5    |
|                   | Jungfinnische Partei (NSP)                 | 99.419    | 12,50   | −1,63   | 23     | −6    |
|                   | Schwedische Volkspartei (RKP)              | 93.555    | 11,76   | −1,31   | 21     | −4    |
|                   | Landbund (ML)                              | 71.608    | 9,00    | +1,13   | 19     | +1    |
|                   | Christlicher Arbeiterbund Finnlands (KTL)  | 14.626    | 1,84    | +0,17   | 1      | +1    |
|                   | Sonstige                                   | 860       | 0,11    | −0,07   | —      | —     |
| Gesamt            | Gesamt                                     | 795.209   | 100,00  |         | 200    |       |
| Gültige Stimmen   | Gültige Stimmen                            | 795.209   | 99,29   |         |        |       |
| Ungültige Stimmen | Ungültige Stimmen                          | 5.735     | 0,71    |         |        |       |
| Wahlbeteiligung   | Wahlbeteiligung                            | 800.934   | 55,54   |         |        |       |
| Wahlberechtigte   | Wahlberechtigte                            | 1.442.091 | 100,00  |         |        |       |
| Quelle:           |                                            |           |         |         |        |       |